# Длиннокоготная сумчатая мышь
Длиннокоготная сумчатая мышь (лат. Neophascogale lorentzi) — единственный вид из рода длиннокоготных сумчатых мышей семейства хищные сумчатые. Эндемик острова Новая Гвинея.

## Распространение
Обитает в центральных и западных горных районах острова Новая Гвинея на территории Индонезии и Папуа — Новой Гвинеи. Встречается на высоте от 1200 до 3900 м над уровнем моря (чаще всего на высоте в 2000 м). Естественная среда обитания горные и влажные тропические леса, а также субальпийские луга.

## Внешний вид
Длина тела с головой колеблется от 170 до 230 мм, хвоста — от 185 до 215 мм. Волосяной покров длинный, мягкий, густой. Окрас волосяного покрова на спине колеблется от ярко-рыжего до бледно-коричневого цветов. При этом имеется большое количество белых волос или волос с белыми кончиками. Брюхо окрашено в ярко-рыжий цвет. Голова рыже-коричневая. Задняя сторона ушей белая. Хвост преимущественно рыжий, лишь одна треть покрыта белым волосяным покровом. На лапах имеются длинные когти. В отличие от представителей рода мышевидок между первым и вторым резцом отсутствует щель, а последний премоляр значительно меньше по размерам, чем первые два.

## Образ жизни
Длиннокоготные сумчатые мыши проявляют активность днём. Ведут как наземный, так и древесный образ жизни. Основу рациона составляют насекомые.

## Размножение
Размножение, предположительно, в течение всего года. В потомстве максимум 4 детёныша.